# Karel van Longueville
Karel Paris van Longueville (Parijs, 28 januari 1649 - 12 juni 1672) was een officieel kind van hertog Hendrik II van Longueville, maar was vermoedelijk een natuurlijk kind van Hendriks tweede echtgenote, Anna Genoveva van Bourbon en de Franse schrijver, hertog François de La Rochefoucauld, met wie zijn moeder in de periode van zijn geboorte samenwoonde. Toen zijn halfbroer Jan Lodewijk van Longueville in 1668 intrad bij de jezuïeten, erfde Karel als jongere zoon de titels van de hertog van Longueville en graaf van Saint-Pol.
Tijdens de Hollandse campagne in 1672 maakte hij deel uit van de Franse cavalerie, die bij Elten de Rijn overstak om van daaruit de Betuwe binnen te kunnen vallen. Aan de linkerkant van de rivier kwam het bij Tolhuis op zondag 12 juni door een stommiteit van Karel (hij schoot zonder aanleiding een krijgsgevangen officier van het Friese leger neer) tot een vuurgevecht met Friese, blijkbaar nog niet ontwapende krijgsgevangenen, waarbij Karel van Longueville, als aanstichter van de gebeurtenis, om het leven kwam. Bij dit gevecht sneuvelden aan Franse kant twintig hoge officieren. De Franse opperbevelhebber, de prins van Condé raakte zo ernstig gewond dat hij het bevel moest overdragen aan Turenne. Hoeveel van de Friese krijgsgevangenen om het leven kwamen is niet bekend
Hoewel ongehuwd liet Karel van Longueville een bastaardzoon, Charles-Louis d'Orléans na, die zestien jaar later in 1688 bij het beleg van Philippsburg werd gedood. Omdat hij geen wettelijke kinderen achterliet, moest zijn halfbroer Jan Lodewijk zijn oude titels weer opnemen.
Enige jaren voor zijn dood was François de Callières aan het werk geweest om Karel in aanmerking te laten komen voor de vacante Poolse kroon, die in 1669 aan zijn belangrijkste concurrent, Michaël Wiesnowiecki, toeviel.

## Voetnoten
1. ↑  https://www.dbnl.org/tekst/cara002held01_01/cara002held01_01_0009.htm Beschrijving van deze gebeurtenis op de DBNL

- Gemeinsame Normdatei: 1023324342
- International Standard Name Identifier: 0000 0000 6260 672X
- Système universitaire de documentation: 112941826
- Virtual International Authority File: 89702392
- WorldCat: E39PBJwRRP6fmKPm3kQbGxvmBP